# Nāḩiyat al Jisr
Nāḩiyat al Jisr (arabiska: ناحية الجسر) är ett underdistrikt i Irak.   Det ligger i provinsen Bagdad, i den centrala delen av landet, 16 km öster om huvudstaden Bagdad.